# Вулиця Шевченка (Глухів)
Вулиця Шевченка (раніше Романівська) — вулиця міста Глухів Сумської області.

## Назва
Названа на честь видатного українського поета, письменника, художника Тараса Григоровича Шевченка, який декілька разів відвідував Глухів та мав дружні зв'язки з мешканцями міста.

## Із історії
Весною 1843 року Шевченко виїхав в Україну. Село Есмань було першим на поштовому тракті Москва-Київ. Кілька разів поет відвідував його проїздом із Петербурга в Україну. Своє перебування в Есмані він згадує в повісті «Капітанша». Під час кожної поїздки шлях його лежав через Глухів, де в поета було багато друзів і знайомих. Серед них Маркевич Микола Андрійович, уродженець села Дунаєць, український історик, поет, композитор, музикознавець.
Глухів став містом, де Шевченко останній раз прощався з Україною.

## Вулиця сьогодні
Вулицю Шевченка перетинає вулиця Пушкіна, паралельно розташована вулиця Інститутська.
Вулиця відома своїми історичними пам'ятками архітектури.
Вулиця Шевченка, 30. Будівля, більш відома у Глухові як садибний будинок Кочубеїв. Ця пам'ятка архітектури була побудована в 1904 році. Певний час будівля пустувала, будинок руйнувався. Зараз установа знаходиться на балансі національного історико-культурного заповідника в м. Глухові. Із напівзруйнованого будинок Кочубеїв перетворився на палац.
Шевченка, 28. На початку XVIII століття майже там, де зараз Києво-Московська вулиця перетинається з вулицею Шевченка, стояла Київська брама, єдина споруда Глухівської фортеці, яка збереглася до наших днів. Браму спорудили на земляному валу фортеці у 1749 році інженером Юхимом Наумовим, і спочатку вона була дерев'яною з мостом через рів.   
Шевченка, 16. Розташовані: спільне підприємство «Технологія», відділ освіти, фонд інвестування «Рідний дім».
Шевченка, 13. Управління Державного земельного агентства у Глухівському районі, відділ статистики, екологічна інспекція.
Шевченка, 12. Колишнє приміщення банку М. Терещенка. Зараз в ньому міститься ТОВ МАК «Торговий дім Полісся».
Шевченка, 10. Управління юстиції.
Шевченка, 6. Глухівська міська рада та міське фінансове управління.